# منوچهر معتبر
منوچهر معتبر (متولد ۱۳۱۵) نقاش ایرانی است. معتبر به خاطر سبک ویژه اش در طراحی شناخته شده‌است.
معتبر در شیراز متولد شد و نقاشی را در دانشکده هنرهای زیبای دانشگاه  تهران تحصیل کرد. سه دوره طراحی را در انجمن هنرجویان نیویورک و دوره فوق لیسانس در آموزش هنر را در دانشگاه ایندیانا سپری کرد. سپس به ایران بازگشت و در دانشگاه‌های هنر ایران و مراکز هنر تجسمی طراحی و نقاشی تدریس کرد.
او در سال ۱۳۷۴ برنده دیپلم افتخار از نمایشگاه نقاشان معاصر جهان شد. موفق‌ترین دوره کاری معتبر را در دهه شصت و طراحی‌های او از زنان با چادرهای سیاه که منتظر خبر از جنگ و فرزندان و همسرانشان هستند دانسته‌اند.